# Kosovo KS24
Kosovo KS24 är den 24:e Svenska Kontingenten i Kosovo; en fredsbevarande enhet som Sverige skickat till Kosovo inom ramen för KFOR. Förbandet sätts upp av Blekinge flygflottilj (F17). KS24 avlöste KS23 i början av oktober 2011, och grupperade inne på KFOR:s högkvarters camp Camp Film City. 

## Förbandsdelar
- Kontingentschef: Övlt Magnus Ericsson

- NSE: